# Android Lollipop
Android „Lollipop” (nazwa kodowa L w trakcie prac rozwojowych) – piąta z kolei odsłona systemu operacyjnego Android. Została zaprezentowana 25 czerwca 2014 roku na konferencji Google I/O, trafiła do dystrybucji w listopadzie tego samego roku.
Podczas prac nad Lollipop twórcy skupili się przede wszystkim na ulepszeniu wyglądu interfejsu względem wcześniejszej wersji systemu. Dodatkowo usprawniono działanie systemu, w tym generowanie obrazu, a także wykorzystanie energii z baterii. Jedną z nowości jest zamiana maszyny wirtualnej Dalvik na środowisko uruchomieniowe Android Runtime.
W lutym 2017 32,9% wszystkich urządzeń łączących się ze sklepem Google Play korzystało z systemu Android w wersji 5. Wprowadzono nowe języki: baskijski, bengalski, birmański, chiński (Hongkong), galicyjski, islandzki, kannada, kirgiski, macedoński, malajalam, marathi, nepalski, syngaleski, tamilski i telugu.